# Polyommatus fusca-cuneata
Polyommatus fusca-cuneata är en fjärilsart som beskrevs av Tutt 1910. Polyommatus fusca-cuneata ingår i släktet Polyommatus och familjen juvelvingar. Inga underarter finns listade i Catalogue of Life.